# Байдес
Байдес (ісп. Baides) — муніципалітет в Іспанії, у складі автономної спільноти Кастилія-Ла-Манча, у провінції Гвадалахара. Населення — 88 осіб (2010).
Муніципалітет розташований на відстані близько 100 км на північний схід від Мадрида, 55 км на північний схід від Гвадалахари.
На території муніципалітету розташовані такі населені пункти: (дані про населення за 2010 рік)
- Байдес: 81 особа
- Серрільяр: 7 осіб

## Демографія
Динаміка населення (INE ):

## Галерея зображень

Розташування муніципалітету у провінції Гвадалахара